# Preh
Die Preh GmbH ist eine weltweit tätige Unternehmensgruppe mit Stammsitz in Bad Neustadt an der Saale. 
Als Automobilzulieferer bietet Preh mit seinen Divisionen Car HMI und Commercial Vehicle HMI Bediensysteme im Interieur für Pkw und Nfz. Darüber hinaus entwickelt und produziert die Division Elektromobilität Systemlösungen für Elektro- und Hybridfahrzeuge. 
Für das Tochterunternehmen des chinesischen Konzerns Joyson Electronics arbeiten Menschen an Standorten in Deutschland, Portugal, Rumänien, Mexiko, Schweden, den USA und in China.

## Geschichte

### 1919–1945: Die Gründerjahre
Am 11. März 1919 wurde die Preh GmbH von Jakob Preh gegründet. In einer ehemaligen Gastwirtschaft in Bad Neustadt an der Saale wurden zunächst Elektroinstallationsmaterialien und Zubehörteile für die noch neue Rundfunkindustrie gefertigt.
Preh stellte 1924 sein erstes eigenes Rundfunkgerät vor: den Zwei-Röhren-Empfänger „Preh-Funk“. 1932 stieg Preh zudem vorübergehend in die Produktion von elektrischem Autozubehör ein, Autowinker und Rückleuchten wurden produziert. Komplizierte behördliche Abnahmeverfahren, aber auch Schwierigkeiten technischer Art führten dazu, die Fertigung von Rundfunkempfangsgeräten wieder aufzugeben und den Betrieb auf die Fertigung von Präzisionsteilen für Rundfunkgeräte umzustellen. 1938 wurde die Firma in Preh Elektromechanische Feinwerke Jakob Preh Nachf. umbenannt. Das Unternehmen beschäftigte 1200 Mitarbeiter. In den letzten Kriegstagen des Jahres 1945 kam der Firmengründer Jakob Preh ums Leben. Seine Frau Agnes Preh und sein Sohn Walter Preh sowie Rosemarie Preh führten das Unternehmen weiter.

### 1945–1971: Neuanfang
Nach dem Zweiten Weltkrieg startete das Unternehmen einen Neuanfang und begann im Herbst 1949 zunächst mit der Produktion von Spielwaren, wie ferngesteuerte Blech-Autos und Puppen aus Polystyrol. Ab 1960 konzentrierte man sich wieder ausschließlich auf die Fertigung von elektromechanischen Bauelementen und erreichte hiermit den Einstieg in den Fernsehmarkt. Preh fertigte zu diesem Zeitpunkt Potentiometer, Abstimmspeicher (Preostate, Memostate etc.) und Steckverbinder.
1969 feierte Preh sein 50-jähriges Firmenjubiläum und erzielte einen Umsatz von 93 Millionen DM bei einer Belegschaft von 3900 Mitarbeitern. Das Unternehmen gründete 1970 mit der Electromecanica Portuguesa eine Produktionsstätte im portugiesischen Trofa.

### 1971–1993: Krise und Neuorientierung
Nach dem Tod von Walter Preh im Jahr 1971 übernahm seine Frau Rosemarie die Führung. Ende der 1980er Jahre zog sich das Unternehmen aus der Unterhaltungselektronik zurück und engagierte sich erneut in der Automobilelektronik.
Eine Verlagerung des Kerngeschäftes weg von der Unterhaltungselektronik hin zu Tastaturen, Kfz-Technik und Industrieausrüstungen wurde vollzogen und die weltweiten Vertriebsaktivitäten verstärkt. In Singapur entstand ein Vertriebsbüro, gleichzeitig wurde die Preh Electronics Industries Inc. in Chicago zur Bedienung des amerikanischen Marktes gegründet. Im selben Jahr erfolgte die Ausgliederung des Werkzeugbaus zu einem eigenständigen Bereich. Für europäische Automobilhersteller und Zulieferer fertigte Preh potentiometrische Sensoren sowie Klimabediensysteme.

### 1993–2003: Die Rheinmetall-Ära
1993 übernahm die Rheinmetall AG die Kapitalmehrheit an Preh. Es kam zu einer weiteren Konzentration auf Bediensysteme für die Automobilindustrie. Im Jahr 2000 erzielte die Preh Gruppe einen Umsatz von 220 Millionen Euro mit 1947 Mitarbeitern. Großaufträge positionierten Preh fortan als Automobilzulieferer.

### 2003–2007: Gesellschafterwechsel und Management-Buy-out
2003 veräußerte Rheinmetall die Preh Gruppe an die Deutsche Beteiligungs AG. Familiengesellschafterin Rosemarie Preh und das Preh Management wurden im Rahmen eines Management-Buy-out ebenfalls am Unternehmen beteiligt. Am 16. August 2005 verstarb Rosemarie Preh im Alter von 84 Jahren. Im selben Jahr wurde zur Erschließung des nordamerikanischen Automotive-Marktes ein Customer Service Center im Großraum Detroit eröffnet. In den Jahren 2005 und 2008 erfolgten Werksgründungen in Monterrey (Mexiko) sowie in Brașov (Rumänien).
Im Zuge der Globalisierung und speziell für den nordamerikanischen Markt wurde 2003 für den Geschäftsbereich Automotive ein Customer Service Center in Novi/Detroit eröffnet. 2005 folgte die Gründung eines Produktionsstandorts in Monterrey/Mexiko. 2007 wurden die Bereiche PrehKeyTec (Dateneingabesysteme, Kassentastaturen) und der Bereich PrehTronics (EMS-Serviceleister) in eigenständige GmbH überführt. Letztere wurde Anfang 2008 an die französische Lacroix-Gruppe verkauft.

### 2008–2009: Finanzkrise und globale Rezession
2008 wurde die Preh Romania S.R.L. gegründet. 2009 begann in Brașov (Rumänien) die Produktion von Schaltern für Multifunktionslenkräder und von Klimabediensystemen.
Trotz des dramatischen Einbruchs der globalen Automobilkonjunktur im Jahre 2008 entwickelte sich die Preh GmbH vergleichsweise stabil. Unter Berücksichtigung der Veräußerung der PrehTronics GmbH 2008 lag die Preh-Gruppe mit einem Umsatz von rund 305 Millionen Euro nur leicht unter dem vergleichbaren Vorjahreswert.
Im Januar 2009 gründete Preh ein Vertriebsbüro in Shanghai, China.

### Ab 2010: Reiner Automobilzulieferer und chinesischer Gesellschafter
Die PrehKeyTec wurde 2011 vom Management übernommen (Management-Buy-Out). Seither ist Preh ein reiner Automobilzulieferer. Der Umsatz stieg auf 412 Mio. EUR (2010: 351 Mio. EUR). Die Zahl der Mitarbeiter legte Ende 2011 um 330 Personen auf 2800 Beschäftigte weltweit zu.
Seit Ende Juni 2011 hielt die Joyson-Gruppe aus Ningbo/China 74,9 Prozent der Anteile an der Preh GmbH, während die Deutsche Beteiligungs AG, Frankfurt a. M., und das Management mit insgesamt 25,1 Prozent beteiligt waren. Joyson Automotive ist Teil der Joyson-Unternehmensgruppe mit Sitz in Ningbo. Die Auto-Sparte besteht aus den operativen Gesellschaften Joyson Automotive Ningbo, Changchun Joyson, Bosen Corporation Ningbo und Huade Plastics Shanghai.
Am 17. Dezember 2012 erwarb die Joyson-Gruppe die restlichen 25,1 Prozent von der Deutschen Beteiligungs AG. Jeff Wang, Joyson-Mehrheitsgesellschafter, übernahm den Sitz im Aufsichtsrat bei Preh. Die Preh-Gruppe gliedert sich als Automotive Electronics im Joyson-Konzern neben Automotive Components ein.
2014 wurde die 1975 gegründete IMA Automation in die Preh-Gruppe eingegliedert. Der Hersteller von Automatisierungslösungen wurde 2015 in die IMA Automation Amberg GmbH umgewandelt. Am 29. Januar 2016 übernahmen die Preh-Gruppe und deren Mutterkonzern, die Joyson-Gruppe, zu je 50 Prozent den 1.200 Mitarbeiter führenden Geschäftsbereich TechniSat Automotive der TechniSat Digital GmbH mit Standorten in Dresden, Dippach, Polen (Oborniki Slaskie) und Daun. Dieser Teil firmiert als Preh Car Connect mit Hauptsitz in Dresden.
Mit dem Geschäftsjahr 2010 begann die Preh-Gruppe zu wachsen. Zwischen 2010 und 2014 nahm die Anzahl der Mitarbeiter um mehr als 70 Prozent zu. Von 2010 bis 2015 stieg der Umsatz der Preh-Gruppe jährlich um mehr als 10 Prozent. 2016 übertraf der Umsatz erstmals die Marke von einer Milliarde Euro. Ende 2019 wurde die Preh Car Connect an die Joyson Gruppe verkauft und firmiert seither als Joynext.

## Produkte
- Climate Control: Entwicklung und Fertigung von Klimabediensystemen einschließlich der Klima-Regelungssoftware. Zu den Entwicklungen gehört ein lüfterloser Temperatursensor, der sowohl für den Heiz- wie auch für den Kühlfall die gleiche Berechnungsmethode anwendet und auf einer Kombination von NTCs basiert.
- Center Stacks: Bediensysteme mit aktivem oder passivem haptischen Feedback.
- Central Controls: Spezialisierung auf die Entwicklung zentraler Bediensysteme u. a. mit Drehsteller einschließlich Kipp- und Drückfunktion oder Touchpad.
- Switches: Schaltersysteme sowie Multifunktionsschalter für Lenkräder.
- Sensor Systems: Lieferant von Sensoren für Automotive-Anwendungen, u. a. zur Vermeidung von Scheibenbeschlag und zur Ermittlung der Innenraumtemperatur.
- Commercial Vehicle HMI: Robuste und langlebige Instrumente, Schalter-Module, Displays, Kombiinstrumente und Bedienkonsolen für Nutzfahrzeuge (Lkw, Landmaschinen, Baumaschinen).
- Elektromobilität: Entwicklung und Produktion von Batteriemanagement-Steuergeräten für Hybrid- und Elektrofahrzeuge. Ebenso gehören zum Leistungsumfang OnBoard Charger für Pkw und Nfz sowie Komponenten mit 800V Technologie (Gleichspannungswandler und Hochvolt-Booster – beide in Serienfertigung seit 2019).

## Standorte der Preh Gruppe
- Deutschland, Bad Neustadt an der Saale: Stammsitz
- Deutschland, Werra-Suhl-Tal: Forschung und Entwicklung
- Portugal, Trofa: Preh Portugal, Lda / Produktionsstandort
- Mexiko, Monterrey: Preh de México S.A. de C.V. / Produktionsstandort
- Rumänien, Brașov: S.C. Preh Romania S.R.L. / Entwicklung
- Rumänien, Ghimbav: S.C. Preh Romania S.R.L. / Produktionsstandort
- Rumänien, Iași: S.C. Preh Romania S.R.L. / Entwicklung
- China, Ningbo: Ningbo Preh Joyson Automotive Electronics Co.,Ltd. / Produktionsstandort
- Schweden, Göteborg: Preh Sweden AB
- USA, Novi (Michigan): Preh, Inc. / Customer Service Center